# وارن بينيت
وارن بينيت (بالإنجليزية: Warren Bennett)‏ هو لاعب غولف بريطاني، ولد في 20 أغسطس 1971 في أشفورد ‏ في المملكة المتحدة.

## وصلات خارجية
- ارين بينيت على موقع رابطة أوروبا للاعبي الغولف المحترفين (الإنجليزية)
- ارين بينيت على موقع التصنيف العالمي الرسمي للغولف (الإنجليزية)